# تعدی (فیلم ۲۰۱۱)
تعدی یا بحران (به انگلیسی: Trespass) فیلمی دلهره‌آور جنایی محصول سال ۲۰۱۱ آمریکا به کارگردانی جوئل شوماخر و نویسندگی کارل گایداشک است. در این فیلم بازیگرانی همچون نیکولاس کیج، نیکول کیدمن، لیانا لیبراتو، کم ژیگاندی، بن مندلسون، دش میهوک، جوردانا اسپیرو و امیلی مید ایفای نقش کرده‌اند.
این فیلم نمایش افتتاحیه جهانی خود را در جشنواره بین‌المللی فیلم تورنتو در ۱۴ سپتامبر ۲۰۱۱ انجام داد. این فیلم توسط شرکت ملنیوم انترتینمنت به‌صورت انتشار محدود و از طریق ویدئو به‌درخواست در ۱۴ اکتبر ۲۰۱۱ منتشر شد. تعدی آخرین فیلمی است که شوماخر قبل از مرگش در ۲۲ ژوئن ۲۰۲۰ کارگردانی کرده است.

## خلاصه داستان
کایل (نیکلاس کیج) و سارا میلر (نیکول کیدمن) زن و شوهری هستند که به همراه دختر نوجوانشان، «آوری» (لیانا لیبراتو) زندگی بسیار خوب و خوشی دارند. کایل در کار خرید و فروش الماس است و از این طریق توانسته ثروت هنگفتی بهم بزند. اما در شبی، یک گروه به خانه خانواده میلر حمله می‌کنند و تنها خواسته آن‌ها هم پول است. کایل تصمیم می‌گیرد در مقابل این گروه بایستد اما …